# Kosmetik-GMP
Die Kosmetik-GMP ist eine Norm. Die internationale Norm ISO 22716 Kosmetik – Gute Herstellungspraxis (GMP) – Leitfaden zur guten Herstellungspraxis ISO/IEC 22716 spezifiziert die Anforderungen zur guten Herstellungspraxis für kosmetische Mittel. Sie wurde zur Anwendung in der Kosmetikindustrie erarbeitet und geht auf die Besonderheiten dieses Sektors ein. Ziel des GMP-Leitfadens ist es, den Produktfluss vom Eingang bis zum Versand zuverlässig zu regeln. Gute Herstellungspraxis ist in diesem Zusammenhang eine praktisch wirksame Qualitätssicherung im Werk zu realisieren, die auf der Grundlage einer angemessenen wissenschaftlichen Beurteilung uns Risikobewertung basiert. So sollen die Schritte definiert werden, die erforderlich sind, um ein Produkt zu erzeugen, das bestimmte festgelegte Merkmale erfüllt. Ein wichtiger Bestandteil der guten Herstellungspraxis ist die Dokumentation.
Die Norm ist in Deutschland als DIN-Norm DIN EN ISO 22716:2008-12 veröffentlicht.

## Gliederung der Norm
Die Norm ist wie folgt gegliedert:
- Inhalt
- Vorwort
- Einleitung

1. Anwendungsbereich
2. Begriffe
3. Personal
4. Betriebsgelände
5. Ausrüstung
6. Ausgangs- und Verpackungsmaterialien
7. Herstellung
8. Endprodukte
9. Qualitätskontrolllabor
10. Behandlung von nicht spezifikationsgemäßen Produkten
11. Abfälle
12. Untervergabe
13. Abweichungen
14. Reklamation und Rückruf
15. Änderungskontrolle
16. Internes Audit
17. Dokumentation